# Aphanasiini
Los afanasinos (Aphanasiini) son una  tribu de coleópteros polífagos crisomeloideos de la familia Cerambycidae.

## Géneros
Tiene los siguientes géneros:
- Aphanasium Thomson, 1860
- Aphanosperma Britton, 1969
- Aristogitus Thomson, 1864
- Citriphaga Lea, 1919
- Myrsinus Gahan, 1904